# Джуліус Фогель
Сер Джуліус Фогель (англ. Julius Vogel; 24 лютого 1835 — 12 березня 1899) — 8-й прем'єр-міністр Нової Зеландії (1873–1875, 1876); кавалер ордена Святого Михайла та Святого Георгія . Його уряд запам'ятався випуском облігацій для залучення коштів на будівництво залізниць та інших громадських робіт. До цього часу він залишається єдиним юдеєм на посаді прем'єра Нової Зеландії (хоча двоє інших, у тому числі в XXI столітті Джон Кі, мають єврейське походження).

## Ранні роки
Народився в Лондоні та здобув освіту в школі при університетському коледжі Хемпстеда в Лондоні. Потім вивчав хімію та металургію у Королівській гірничій школі (англ. Royal School of Mines ; нині входить до складу Імперського коледжу у Лондоні). У 1852 році емігрував до Вікторії, Австралії, а потім переїхав до Отаго, Нова Зеландія в 1861 році, де він став журналістом газети Otago Witness. Пізніше став засновником і першим редактором газети Otago Daily Times.

## Політична кар'єра
Фогель розпочав політичну кар'єру в 1862 році, коли його обрали до ради провінції Отаго, через чотири роки він очолив уряд цієї провінції і обіймав цю посаду до 1869 року.

### Член парламенту
В 1863 році був обраний в палату представників Нової Зеландії (депутат в 1863–1876 рр. і 1884 — 1889 рр.), і після відставки з уряду провінції Отаго в 1869 році увійшов до центрального уряду на чолі з Вільямом Фоксом, в якому зайняв посаду. Після цього послідовно обіймав посади голови поштового відомства, митного комісара та керуючого телеграфами. Уряд Фокса був змушений піти у відставку, але потім Фогель домігся винесення вотуму недовіри наступному уряду і в жовтні 1872 року повернувся до влади як спікера нижньої палати, скарбника колонії та голови поштового відомства. У парламенті він представляв кілька округів із різних регіонів країни.

## Прем'єр-міністр Нової Зеландії
Обіймав посаду прем'єр-міністра в 1873–1875 і в 1876 роках. Найбільше він запам'ятався «Великими громадськими роботами» 1870-х років. До 1870 року Нова Зеландія була країною з переважаючими місцевими інтересами та популістською політикою «казенного пирога». Фогель на посаді скарбника домігся отримання великої позики розміром 10 млн фунтів, яка була використана для створення в Новій Зеландії чудової інфраструктури шляхів сполучення, залізниць та комунікацій, що повністю перебували під контролем центрального уряду. У результаті це призвело до скасування провінційних адміністрацій у 1876 році.
У 1876 — 1881 роках був генеральним агентом Нової Зеландії в Лондоні, а в 1884 року знову членом уряду колонії. Протягом своєї політичної кар'єри Фогель боровся за примирення з маорі, і його зусилля загалом визнані успішними. У 1887 році вніс перший законопроєкт про жіноче виборче право до парламенту, хоча закон і не був прийнятий до 1893 року . У 1875 році йому було надано лицарське звання. Остаточно залишив державні посади у колонії 1887 року і відтоді жив у Англії.
Фогель примітний як один з небагатьох прем'єрів юдейського віросповідання за межами Ізраїлю. Після Фогеля уряд Нової Зеландії очолювали два новозеландці єврейського походження: Френсіс Белл, англіканін, який недовго був прем'єром у травні 1925 року, і Джон Кі, який обіймав цю посаду в 2008—2016 роках і не належить до якоїсь конфесії. Сучасником Фогеля був прем'єр-міністр Бенджамін Дізраелі, який хоч і був євреєм, але належав до англіканської церкви.

## Життя після політики
Фогель вважається автором першого науково-фантастичного твору в Новій Зеландії роману 2000 — доля жінки (англ. Anno Domini 2000 — A Woman’s Destiny), опублікованого в 1889 році . У ньому описується утопічний світ, в якому жінки займають багато керівних посад, і справді, Нова Зеландія стала першою державою, яка надала жінкам виборче право, а в 1997 — 2008 роках пост прем'єр-міністра обіймали жінки, а в 2005 — 2006 роках усі три вищі посади. (Корольова, генерал-губернатор, прем'єр-міністр, спікер парламенту та верховний суддя) одночасно займали жінки.
На честь цієї книги в Новій Зеландії було засновано премію імені сера Джуліуса Фогеля в галузі наукової фантастики.
Після смерті в 1899 році він був похований на єврейському цвинтарі Віллсден у Лондоні.

## Увічнення пам'яті
Сьогодні його ім'я мають кілька об'єктів. Це передмістя Веллінгтона та Нью-Плімута, названі «Фогельтаун». Упродовж більшої частини XX століття офіційною резиденцією прем'єр-міністрів Нової Зеландії був Фогель-Хаус. У Веллінгтоні для міністерства праці було побудовано завдання корпусу Фогеля, зараз у ньому розміщується міністерство юстиції. Новозеландська фірма Quality Bakers випустила Хліб Фогеля, з портретом Фогеля на упаковці.